# Динев, Никола
Никола Динев (18 октября 1953, Нова-Загора, Сливенская область — 1 июня 2019) — болгарский самбист, борец греко-римского и вольного стилей, чемпион и призёр чемпионатов Европы и мира по греко-римской борьбе, участник соревнований летних Олимпийских игр 1976 года в Монреале по вольной борьбе. Бронзовый призёр чемпионата Европы 1976 года по самбо в Ленинграде, серебряный призёр чемпионата мира по самбо 1975 года в Минске. Бронзовый призёр Кубка мира по самбо 1985 года в Сан-Себастьяне. Заслуженный мастер спорта Болгарии по самбо, вольной и классической борьбе. Герой Социалистического Труда Болгарии.
По образования ветеринар. Почётный гражданин городов Стара-Загора (1977) и Сливен. С 2011 года постоянно проживал в Испании.

## Олимпиада
На Олимпиаде в первом круге победил представителя ФРГ Хайнца Айхельбаума — последний был дисквалифицирован за пассивность. Во втором круге жертвой Динева пал норвежец Эйнар Гундерсен, который также был снят за пассивность. В третьем круге Динев победил представителя ГДР Роланда Герке. В следующем круге он уступил по очкам советскому борцу, будущему чемпиону этой Олимпиады Сослану Андиеву. Пятый круг стал для болгарина последним на этой Олимпиаде — он проиграл по очкам венгру Йожефу Балле, набрал 6 штрафных очков, выбыл из борьбы за медали и в итоге стал пятым.